# Victor Schumann
Pour les articles homonymes, voir Schumann (homonymie).
Victor Schumann (né le 21 décembre 1841 à Markranstädt et mort le 1er septembre 1913 à Leipzig) est un physicien saxon spécialiste de la spectroscopie. Précurseur de Lyman dans l'étude du spectre invisible de l'hydrogène, il met en évidence l'existence de l’ultraviolet lointain (1893). Il laisse son nom à des bandes d'absorption du spectre de l'oxygène (bandes de Schumann–Runge) entre 176 et 192,6 nm.

## Biographie
Lycéen à Leipzig puis étudiant à l’École Industrielle de Chemnitz, il est d'abord chef d'atelier aux usines Hartmann & Zimmermann, puis ingénieur dans une fabrique de rotatives à imprimer. Enfin, il s'associe en 1880 avec A. Hogenforst pour fonder un atelier de mécanique, qui lui permet de financer ses recherches.
Schumann s'intéresse aux très courtes longueurs d'onde du spectre électromagnétique, l'ultraviolet lointain. Pour cela, il imagine de substituer au prisme de quartz classique un prisme taillé dans de la fluorine et parvient ainsi à mesurer le premier des raies spectrales en deçà de 200 nm. Comme l’oxygène atmosphérique absorbe les rayons d'une longueur d'onde inférieure à 195 nm, Schumann travaille sous vide. Il prépare lui-même ses propres plaques photographiques, couvertes d'un film ultra-fin de gélatine.
Il découvre la raie de l’hydrogène, observée dans le spectre de Nova Aurigae puis dans un Tube de Crookes.
Ses recherches ouvrent la voie à la spectroscopie par émission, qui mène à la découverte des séries du spectre de l’hydrogène (série de Lyman, 1914).